# Битка за Москву (филм)
Битка за Москву (рус. Битва за Москву) је совјетска ратна епопеја на тему Другог светског рата из два дела. Филм је инспирисан великим херојством грађана Совјетског Савеза који су издржали натчовечанске напоре у првом делу рата - на фронту, под окупацијом и у позадини.
Први део Агресија (рус. Агрессия) покрива догађаје који су се дешавали у Европи у предвечерје инвазије на Совјетски Савез и уводне дане операције Барбароса. Други део Тајфун (рус. Тайфун) покрива план немачке команде за заузимање Москве.

## Улоге
| Глумац                 | Улога                                 |
| ---------------------- | ------------------------------------- |
| Јаков Трипољски        | Јосиф Стаљин                          |
| Михаил Уљанов          | генерал армије Георгиј Жуков          |
| Александар Голобородко | генерал-мајор Константин Рокосовски   |
| Бруно Фрејнлих         | маршал Борис Шапошњиков               |
| Николај Засухин        | Вјачеслав Молотов                     |
| Виталиј Растаљној      | маршал Семјон Тимошенко               |
| Анатолиј Никитин       | Михаил Калињин                        |
| Владимир Трошин        | маршал Климент Ворошилов              |
| Степан Микојан         | Анастас Микојан                       |
| Вјачеслав Језепов      | Александар Шчербаков                  |
| Јузас Будрајтис        | Рихард Зорге                          |
| Мик Микивер            | генерал-пуковник Иван Коњев           |
| Генади Сајфулин        | генерал-мајор Дмитриј Љељушенко       |
| Лав Пригунов           | генерал-мајор Лав Доватор             |
| Константин Степанков   | генерал-мајор Иван Панфилов           |
| Александар Војеводив   | политички руководилац Василиј Клочков |
| Николај Иванов         | пуковник Полосухин                    |
| Ирина Шмељова          | Зоја Космодемјанска                   |
| Николај Крјучков       | старац у Вјазму                       |
| Ростислав Јанковски    | генерал-мајор Смирнов                 |
| Владимир Широков       | Жора Гусев                            |
| Леонид Јевтифјев       | генерал Василиј Соколовски            |
| Леонид Кулагин         | генерал армије Максим Пуркајев        |
| Александар Филипенко   | генерал армије Дмитриј Павлов         |
| Јуриј Јаковљев         | командант корпуса Леонид Петровски    |
| Генади Фролов          | пуковник Тимофеј Орљенко              |
| Петар Глебов           | маршал Семјон Буђони                  |
| Борис Шчербаков        | генерал Михаил Романов                |
| Ромуалд Анцанс         | мајор Петар Гаврилов                  |
| Аким Петри             | Адолф Хитлер                          |
| Е Хајзе                | фелдмаршал Федор фон Бок              |
| Х. Хелстроф            | генерал-пуковник Франц Халдер         |
| Г. Хенеберг            | фелдмаршал Вилхелм Кајтел             |
| И. Томашевски          | фелдмаршал Ханс Гинтер фон Клуге      |
| Е. Фелдре              | генерал-пуковник Хајнц Гудеријан      |
| Вјачеслав Тихонов      | наратор                               |